# Vincent Taupin
Pour les personnes ayant le même patronyme, voir Taupin.
Vincent Taupin, né le 4 juin 1959, est un banquier français, CEO et président du comité exécutif de la banque Edmond de Rothschild (Suisse) SA de mars 2019 à juin 2021. Il rejoint Fimat (Société générale) en 1994, mène l'acquisition de Boursorama en 2002, et assume la direction générale du Crédit du Nord de 2010 à 2012 avant de rejoindre la présidence du directoire de la banque française Edmond de Rothschild en 2014.

## Biographie

### Formation et débuts
À sa sortie de l'École spéciale des travaux publics (ESTP), Vincent Taupin rejoint l'École nationale supérieure des télécommunications (ENST).
Il commence sa carrière en 1985 chez le consultant Peat Marwick Mitchell & Cie - KPMG. Il devient Equity Options Manager chez Tuffier Ravier Py en 1987, responsable du développement de Liaud Courtage Magnin SA en 1988, puis directeur général de GTI Finance de 1990 à 1994.

### Groupe Société générale
En 1994, Vincent Taupin rejoint la Fimat, société de courtage de la Société générale. Il développe le service Minitel 3615 Fimatex qui permet aux particuliers de passer des ordres de bourse sur les contrats à terme du CAC 40. Il élargit l'offre, puis lance le service sur internet. Il prend la présidence de Fimatex SA en 1999. En mars 2000, Fimatex fait son entrée sur le nouveau marché de la bourse de Paris.
En mars 2002, Fimatex rachète Finance Net, société éditrice du site Boursorama, pour 44 millions d'euros,. En février 2003, Fimatex reprend Selftrade, la société de courtage créée par Charles Beigbeder et propriété de l'Allemand DAB Bank depuis 2000. En 2006, il mène le rachat des 55 agences françaises de CaixaBank par Boursorama en vue de faire de Boursorama un acteur de la banque directe. 20 agences Boursorama Banque sont ouvertes. En 2009, la banque en ligne Boursorama se lance en Espagne.
Début 2010, Vincent Taupin est nommé directeur général du Crédit du Nord. En septembre 2010, il supervise le rachat de la Société Marseillaise de Crédit (SMC) par le Crédit du Nord pour 872 millions d’euros. En janvier 2012, il quitte la direction générale du Crédit du Nord pour remplacer Marc Eisenberg à la présidence du groupe Alma Consulting.

### Groupe Edmond de Rothschild
En janvier 2014, il prend la présidence du directoire de la banque française du Groupe Edmond de Rothschild,. Il développe l'offre patrimoniale du groupe avec l'acquisition de Cleaveland en mars 2016 et le lancement de l'OPCI Edmond de Rothschild Immo Premium en septembre 2017. À partir du 1er janvier 2017, il cumule la fonction de directeur d'Edmond de Rothschild Asset Management et poursuit sa stratégie de recentrage sur l'Europe.
En mars 2019, la famille Rothschild retire de la cote Edmond de Rothschild (Suisse) S.A. et détient désormais 100% du capital. Ariane de Rothschild est nommée à la présidence du conseil d'administration d'Edmond de Rothschild (Suisse) SA, et Vincent Taupin devient CEO et président du comité exécutif. En juin 2021, il quitte le groupe Edmond de Rothschild.

## Articles liés
- Groupe Edmond de Rothschild
- Boursorama